# Moira Young
Moira Young, född 1959 i New Westminster, British Columbia, är en kanadensisk författare. Hennes debutbok Blodröd väg i serien Dustlands har belönats med det brittiska Costa-priset i kategorin Bästa barnbok.